# Przyborów (województwo małopolskie)
Przyborów – wieś w Polsce, położona w województwie małopolskim, w powiecie brzeskim, w gminie Borzęcin.

## Integralne części wsi
| SIMC    | Nazwa            | Rodzaj     |
| ------- | ---------------- | ---------- |
| 0813803 | Buczyna Druga    | przysiółek |
| 0813737 | Buczyna Pierwsza | przysiółek |
| 0813743 | Chobot           | część wsi  |
| 0813810 | Kamieniec        | przysiółek |
| 0813750 | Nawsie           | część wsi  |
| 0813766 | Podedworze       | część wsi  |
| 0813772 | Podmłynie        | część wsi  |
| 0813789 | Pukiel           | część wsi  |
| 0813795 | Zastawie         | część wsi  |

## Zarys historii
W roku 1518 folwark w Przyborowie wchodził w skład Starostwa krzeczowskiego.

W latach 1975–1998 miejscowość położona była w województwie tarnowskim.

Integralne części miejscowości: Buczyna Druga, Buczyna Pierwsza, Chobot, Kamieniec, Nawsie, Podedworze, Podmłynie, Pukiel, Zastawie, Koniec.

## Osoby związane z Przyborowem
- Józef Maślanka – żołnierz II Brygady Legionów Polskich. Dowódca oddziałów BCh i AL. Minister administracji publicznej w rządzie Edwarda Osóbki-Morawskiego. Poseł do KRN i na Sejm Ustawodawczy;
- Jan Styrna – duchowny katolicki, biskup pomocniczy tarnowski i biskup elbląski.
- Jan Bezard – oficer armii austriackiej, topograf, wynalazca busoli, pułkownik dyplomowany geograf Wojska Polskiego

## Zabytki
Obiekty wpisane do rejestru zabytków nieruchomych województwa małopolskiego
- cmentarz wojenny nr 272 z I wojny światowej;
- zespół dworsko – parkowy[8].